# Acronychia arfakensis
Acronychia arfakensis là một loài thực vật có hoa trong họ Cửu lý hương. Loài này được Gibbs mô tả khoa học đầu tiên năm 1917.